# Bożena Kiczorowska
Bożena Kiczorowska – polska inżynier, prof. dr hab. nauk rolniczych w Instytucie Żywienia Zwierząt i Bromatologii, a także prodziekan Wydziału Nauk o Zwierzętach i Biogospodarki Uniwersytetu Przyrodniczego w Lublinie.

## Życiorys
23 marca 2000 obroniła pracę doktorską Wpływ zawartości wody w surowcu oraz temperatury podczas ekstruzji na skład chemiczny i wartość pokarmową ekstrudatów z łubinu białego i żółtego oraz lędźwianu siewnego, 1 kwietnia 2014 habilitowała się na podstawie pracy zatytułowanej Wpływ naświetlania promieniami podczerwonymi nasion bobiku (Vicia faba L.) i łubinu wąskolistnego (Lupinus angustifolius) na ich wartość odżywczą i efektywność w odchowie kurcząt brojlerów. 26 listopada 2020 uzyskała tytuł profesora nauk rolniczych. Awansowała na stanowisko adiunkta w Instytucie Żywienia Zwierząt na Wydziale Biologii i Hodowli Zwierząt Uniwersytetu Przyrodniczego w Lublinie.
Została zatrudniona na stanowisku profesora w Instytucie Żywienia Zwierząt i Bromatologii na Wydziale Biologii, Nauk o Zwierzętach i Biogospodarki Uniwersytetu Przyrodniczego w Lublinie. 
Jest profesorem w Instytucie Żywienia Zwierząt i Bromatologii. a także prodziekanem na Wydziale Nauk o Zwierzętach i Biogospodarki Uniwersytetu Przyrodniczego w Lublinie.